# Das Lied der Tränen
Das Lied der Tränen è un film muto del 1920 diretto da Fritz Bernhardt e interpretato da Martin Lübbert, Hermine Straßmann-Witt, Henry Wenden, Maria Widal e Max Wogritsch.

## Produzione
Il film fu prodotto dalla berlinese Saturn-Film AG.

## Distribuzione
Il film uscì nelle sale tedesche il 6 febbraio 1920.